# Ecologismo radical
Se entiende por ecologismo radical todas aquellas teorías y prácticas del ecologismo inconformista con las políticas conservacionistas, y que tienden al ecocentrismo. Sitúan al ser humano dentro del conjunto de los seres de la biosfera, dándonos una visión más amplia y global de nuestra verdadera naturaleza,  
Algunas interpretaciones tendenciosas tienden a criminalizarlos en su conjunto y les atribuyen prácticas de acción directa y  violenta, quedando estos comportamientos delictivos limitados a unos pocos grupos radicales. 
La organización de base que promueven los grupos que son afines a este tipo de ecología es fundamental. También la propuesta comunitaristas como las biorregiones o como las ecoaldeas, así como la economía ecológica, forman parte importante del radicalismo ecológico, algunos proponen un desarrollo sostenible dentro de marcos autogestionados, mientras otros abogan por el decrecimiento. [cita requerida]
El ecofeminismo, la ecología profunda, el animalismo, el neopaganismo, el ecoanarquismo, etc., suelen ser caracterizados dentro de esta clasificación, si bien pueden llegar a ser muy distintos entre sí o pueden no sentirse parte de tal definición.[cita requerida]
La visión muchas veces ecocéntrica del ecologismo radical -y por tanto "no humanista"- es señalada por sus críticos de extremista, y potencialmente autoritaria[cita requerida] (ver: ecofascismo).

## Organizaciones y activistas radicales
Muchas organizaciones con una presencia global usan este método de acción.
Sea Shepherd Conservation Society: fue fundada en 1977, por el capitán Paul Watson, quien fuera cofundador de Greenpeace, pero que fue expulsado por sus tácticas agresivas en contra de los balleneros soviéticos. La Sea Shepherd Conservation Society se caracteriza por ser muy radical a la hora de enfrentarse con sus enemigos, ellos se valen de botellas llenas de ácido butírico (una sustancia que produce un mal olor y que irrita los ojos, las vías respiratorias y la piel) para ahuyentar a los trabajadores y contaminar la carne procesada. Por eso gobiernos como el de Japón, Canadá y Greenpeace los tildan de terroristas, alborotadores y piratas. Así mismo, la SSCS acusa de asesinato a Japón y Canadá y acusa a Greenpeace de "pacifistas mediocres que no hacen nada ni toman una verdadera acción directa para detener los abusos del hombre con los océanos".[cita requerida] Hoy desarrollan campañas contra la industria ballenera de Japón, contra la caza de focas por parte de Canadá, la matanza de tiburones financiada por China y Japón y la preservación de las islas Galápagos.
Otro representante conocido del ecologismo radical es el finlandés Pentti Linkola.